# Nati nel 1607
| Questa pagina contiene informazioni ricavate automaticamente dalle voci biografiche con l'ausilio del template Bio e di un bot. L'aggiornamento è periodico e automatico e ricostruisce completamente la pagina. Se manca una persona in questa lista, sei pregato di non aggiungerla, ma accertati piuttosto che la sua voce biografica contenga il template Bio e che i dati anagrafici siano correttamente compilati. Se il template Bio manca, inseriscilo tu stesso o, in alternativa, metti l'avviso {{tmp\|Bio}} che ne segnala la mancanza. Se i dati riportati sono sbagliati, correggi direttamente la voce biografica; le modifiche saranno visibili in questa lista entro pochi giorni. Per chiarimenti vedi il progetto biografie. La lista contiene solo le 91 persone che sono citate nell'enciclopedia e per le quali è stato implementato correttamente il template Bio. Pagina aggiornata al 26 lug 2025. |

## Gennaio(3)
- 10 gennaio - Isacco Jogues, gesuita e missionario francese († 1646)
- 15 gennaio - Cassiano da Nantes, presbitero e missionario francese († 1638)
- 31 gennaio - James Stanley, VII conte di Derby, politico e militare inglese († 1651)

## Febbraio(4)
- 6 febbraio - Giovanni Pietro d'Altemps, III duca di Gallese, nobile italiano († 1691)
- 18 febbraio - Diego de Benavides y de la Cueva, ufficiale spagnolo († 1666)
- 23 febbraio - Henry Arundell, III barone Arundell di Wardour, nobile e politico inglese († 1694)
- 27 febbraio - Giovan Francesco Loredan, scrittore italiano († 1661)

## Marzo(4)
- 7 marzo - Innico Caracciolo, cardinale e arcivescovo cattolico italiano († 1685)
- 8 marzo - Johann Rist, poeta e drammaturgo tedesco († 1667)
- 12 marzo - Paul Gerhardt, poeta tedesco († 1676)
- 24 marzo - Michiel de Ruyter, ammiraglio olandese († 1676)

## Aprile(4)
- 1º aprile - Maria Eleonora di Brandeburgo, principessa tedesca († 1675)
- 5 aprile - Honoré Fabri, teologo, matematico e fisico francese († 1688)
- 16 aprile - Nicola Enrico di Borbone-Francia, principe francese († 1611)
- 26 aprile - Maddalena Caterina del Palatinato-Zweibrücken, nobile tedesca († 1648)

## Maggio(4)
- 20 maggio - Ottavio Ferrari, archeologo, filologo e bibliotecario italiano († 1682)
- 22 maggio - Girolamo Buonvisi, cardinale e arcivescovo cattolico italiano († 1677)
- 24 maggio - Niccolò Toppi, storico e bibliografo italiano († 1681)
- 31 maggio - Johann Wilhelm Baur, pittore tedesco († 1640)

## Giugno(2)
- 6 giugno - Andrea Massa, vescovo cattolico italiano († 1655)
- 14 giugno - Fabrizio Savelli, cardinale italiano († 1659)

## Luglio(5)
- 10 luglio - Philippe Labbe, gesuita, storico e grecista francese († 1667)
- 12 luglio - Jean Petitot, pittore svizzero († 1691)
- 13 luglio - Wenceslaus Hollar, incisore ceco († 1677)
- 23 luglio - Alberico II Cybo-Malaspina, sovrano italiano († 1690)
- 28 luglio - Ulrich Franz von Kolowrat-Liebsteinsky, nobile e politico austriaco († 1650)

## Agosto(7)
- 5 agosto - Antonio Barberini, cardinale italiano († 1671)
- 6 agosto - Robert Drouin, operaio francese († 1685)
- 6 agosto - Dirck van der Lisse, pittore e disegnatore olandese († 1669)
- 11 agosto - Francesco Fernández de Capillas, presbitero spagnolo († 1648)
- 15 agosto - Ermanno IV d'Assia-Rotenburg, tedesco († 1658)
- 16 agosto - Claude de Rouvroy de Saint-Simon, duca († 1693)
- 18 agosto - Samuel Guichenon, storico, genealogista e avvocato francese († 1664)

## Settembre(7)
- 4 settembre - Candida Xu, filantropa cinese († 1680)
- 12 settembre - Alessandro Crescenzi, cardinale e arcivescovo cattolico italiano († 1688)
- 15 settembre - Carlo di Spagna, nobile († 1632)
- 24 settembre - Fabrizio Caracciolo, duca di Girifalco, nobile e militare italiano († 1683)
- 25 settembre - Dorotea di Anhalt-Zerbst, nobile († 1634)
- 26 settembre - Francesco Cairo, pittore italiano († 1665)
- 29 settembre - Domenico Colese, brigante italiano († 1648)

## Ottobre(6)
- 4 ottobre - Francisco de Rojas Zorrilla, drammaturgo spagnolo († 1648)
- 15 ottobre - Madeleine de Scudéry, scrittrice francese († 1701)
- 17 ottobre - Maddalena Corvina, miniatrice e pittrice italiana († 1664)
- 22 ottobre - Francesco Difnico, scrittore, storico e umanista dalmata († 1672)
- 24 ottobre - Jan Lievens, pittore olandese († 1674)
- 29 ottobre - Angelico Aprosio, letterato e scrittore italiano († 1681)

## Novembre(8)
- 1º novembre - Georg Philipp Harsdörffer, poeta, letterato e traduttore tedesco († 1658)
- 5 novembre - Anna Maria van Schurman, filosofa, poetessa e scienziata olandese († 1678)
- 6 novembre - Sigmund Theophil Staden, organista e compositore tedesco († 1655)
- 15 novembre - Ernesto Casimiro di Nassau-Weilburg, nobile tedesco († 1655)
- 16 novembre - Jacopo Salviati, I duca di Giuliano, nobile, mecenate e poeta italiano († 1672)
- 25 novembre - Andreas Heinrich Bucholtz, scrittore, poeta e teologo tedesco († 1671)
- 26 novembre - John Harvard, pastore protestante britannico († 1638)
- 28 novembre - Francesco Maria Sforza Pallavicino, cardinale e storico italiano († 1667)

## Dicembre(3)
- 7 dicembre - Giovanni Ambrogio Bicuti, vescovo cattolico italiano († 1675)
- 8 dicembre - Johann Eberhard Nidhard, cardinale e arcivescovo cattolico austriaco († 1681)
- 26 dicembre - Pacecco De Rosa, pittore italiano († 1656)

## Senza giorno specificato(34)
- Paolo Abriani, religioso, poeta e traduttore italiano († 1699)
- Hendrick Andriessen, pittore fiammingo († 1655)
- Julie d'Angennes, nobile francese († 1671)
- Agostino Beltrano, pittore italiano († 1656)
- Archibald Campbell, I marchese di Argyll, nobile scozzese († 1661)
- Andrea Cirrincione, architetto e religioso italiano († 1683)
- Cornelis Saftleven, pittore, incisore e disegnatore olandese († 1681)
- Dawar Bakhsh, principe indiano († 1628)
- Antonio Del Grande, architetto italiano († 1679)
- Ermeni Suleyman Pascià, politico ottomano († 1687)
- Aniello Falcone, pittore e artista italiano († 1656)
- Frans Francken III, pittore fiammingo († 1667)
- Francesco Garbarino, doge († 1672)
- Melchiorre Gherardini, pittore italiano († 1668)
- Antoine Gombaud, scrittore francese († 1684)
- Antonius Hambroek, missionario olandese († 1661)
- George Hamilton, I baronetto di Donalong, militare scozzese († 1679)
- Jasper Hanebuth, serial killer e mercenario tedesco († 1653)
- Christoffel Jacobsz van der Laemen, pittore fiammingo
- Giovanni Girolamo Lomellini, cardinale italiano († 1659)
- Niccolò Francesco Maffei, architetto italiano († 1671)
- Damien de Martel, marchese de la Porte, ammiraglio francese († 1681)
- Arnold Johan Messenius, storico svedese († 1651)
- Filadelfo Mugnos, storico, genealogista e poeta italiano († 1675)
- Nevesinli Salih Pascià, politico ottomano († 1647)
- Giunio Palmotta, drammaturgo, poeta e traduttore dalmata († 1657)
- Cesare Penna, scultore italiano († 1653)
- Giuseppe Maria Pizzini, vescovo cattolico italiano († 1648)
- Erasmus Quellinus il Giovane, pittore fiammingo († 1678)
- Giovanni Antonio Rocca, matematico italiano († 1656)
- François Auguste de Thou, magistrato francese († 1642)
- Gerard Pietersz van Zijl, pittore e disegnatore olandese († 1665)
- Hendrick van Somer, pittore fiammingo
- İpşiri Mustafa Pascià, politico ottomano († 1655)